# ビビッとドキッとGood Day/Dear My Baby
『ビビッとドキッとGood Day/Dear My Baby』は、平松愛理の19枚目のシングル。1996年9月23日に発売された。

## 解説
「ビビッとドキッとGood Day」はカルビー「A・LA・POTATO」のCMイメージ・ソング。「Dear My Baby」は扶桑社「ESSE」15周年イメージソング。

## 収録曲
全作詞・作曲：平松愛理　編曲：清水信之
1. ビビッとドキッとGood Day (5:31)
2. Dear My Baby (6:11)
3. ビビッとドキッとGood Day（オリジナル・カラオケ）(5:27)